# Petlacalancingo
Petlacalancingo är en ort i Mexiko.   Den ligger i kommunen Xalpatláhuac och delstaten Guerrero, i den sydöstra delen av landet, 240 km söder om huvudstaden Mexico City. Petlacalancingo ligger 1 361 meter över havet och antalet invånare är 394.
Terrängen runt Petlacalancingo är varierad. Petlacalancingo ligger nere i en dal. Runt Petlacalancingo är det ganska glesbefolkat, med 36 invånare per kvadratkilometer. Närmaste större samhälle är Xalatzala, 14,0 km nordväst om Petlacalancingo. I omgivningarna runt Petlacalancingo växer huvudsakligen savannskog.